# Nadia Navarro Acevedo
Nadia Navarro Acevedo (Acatlán de Osorio, Puebla; 14 de noviembre de 1977) es una política mexicana, miembro del Partido Revolucionario Institucional. Desde el 1 de septiembre de 2018 es senadora en representación del estado de Puebla en la LXIV Legislatura del Congreso de la Unión.

## Primeros años
Estudió la licenciatura en derecho en la Escuela Libre de Derecho de Puebla y la maestría en derecho constitucional y amparo. De 2002 a 2004 trabajó como abogada para el Instituto Mexicano del Seguro Social (IMSS). De 2005 a 2007 trabajó como abogada en el departamento de amparos de la contraloría del municipio de Puebla de Zaragoza.

## Trayectoria política
En 2014 fue designada como regidora del municipio de Puebla de Zaragoza en representación del partido Pacto Social de Integración. En enero de 2017 pidió licencia del cargo para integrarse al equipo del gobernador José Antonio Gali Fayad como titular del Instituto Poblano de las Mujeres.
En las elecciones federales de 2018 fue elegida como senadora de primera minoría del Partido Acción Nacional. Desde el 1 de septiembre de 2018 es senadora en representación del estado de Puebla en la LXIV Legislatura del Congreso de la Unión. Dentro del senado es secretaria de la comisión de gobernación y de la comisión bicameral del Canal del Congreso.
El 14 de diciembre de 2023 abandonó el PAN para afiliarse al Partido Revolucionario Institucional (PRI). Además, anunció su interés en buscar la reelección como senadora con el apoyo de su nuevo partido.

## Controversias
Durante su administración al frente del Instituto Poblano de las Mujeres, Nadia Navarro se opuso a la declaratoria de Alerta de Violencia de Género contra las Mujeres en el estado de Puebla, postura que le fue criticada por considerarse que atendía a fines políticos con la intención de no dañar la imagen del gobierno estatal. También fue criticada por gastar más de 170 mil pesos del Instituto en una compaña contra la violencia de género consistente en repartir papel de estraza para envolver tortillas. Adicionalmente se le cuestionó su compromiso con la institución debido a que durante 2018 faltó repetidamente a su trabajo para asistir a las reuniones en que negoció su postulación al senado de la república.
Durante su candidatura al senado, Nadia Navarro presentó como uno de los logros de su administración en el Instituto Poblano de las Mujeres el caso de Ruth Zárate, regidora de Tecamachalco que había denunciado violencia en su contra por parte del presidente municipal de la entidad, afirmando haberse reunido personalmente con ella y darle el apoyo correspondiente a su caso. Sin embargo, Zárate ha descalificado tales afirmaciones declarando que Navarro nunca se reunió con ella y que su caso tampoco recibió acompañamiento por parte del Instituto.
En 2024 fue registrada como candidata a diputada federal por la alianza PRI-PAN-PRD, bajo el principio de acción afirmativa indígena, sin que hubiera antecedentes en su vida pública sobre su condición de persona indígena.